# Desperados (birra)
Desperados è una birra francese aromatizzata con tequila prodotta dalla Brasserie Fischer di Schiltigheim in Alsazia.
Il nome Desperados deriva dal fatto che, poco dopo la sua ideazione, i produttori si trovarono di fronte il problema della denominazione della birra, mettendosi alla disperata ricerca di un nome adatto, da cui giunse quindi l'idea del nome Desperados.

## Storia
La produzione della Desperados inizia nel 1995, ad opera della Brasserie Fischer, birrificio situato a Schiltigheim, nei pressi di Strasburgo. Con l'acquisizione del birrificio ad opera dell'Heineken, avvenuta l'anno successivo, la Desperados è divenuta uno dei prodotti del gruppo olandese.
L'uso di un nome in lingua spagnola, dei colori bianco, rosso e verde, di una bottiglia trasparente serigrafata e di altri elementi che potessero in qualche modo richiamare il Messico, quando invece la birra non era prodotta nel paese nordamericano, causa, nel 2004 in Germania, un'ingiunzione da parte della Corona che sostiene che il consumatore sia erroneamente portato a pensare di trovarsi davanti un prodotto messicano. Il 23 dicembre 2004 la Corte Regionale Anseatica Superiore sentenzia che il modo di presentare la Desperados ha ingannato consumatori circa l'origine del prodotto, indicando, inoltre, il dato sull'effettivo luogo di produzione, solo in lingua francese.
Fino al 2009, anno della chiusura del birrificio Fischer è stata prodotta da esso, da quel momento la produzione è continuata nei birrifici di proprietà del gruppo Heineken situati a Schiltigheim e a 's-Hertogenbosch, venendo altresì prodotta da produttori locali in alcuni stati, come il birrificio Wieselburg in Austria.
Nel giro di pochi anni la Desperados riesce a conquistare una fetta del pubblico francese, con una quota di mercato che raggiunge il 2% nel 2006 per poi superare il 3% nel 2012, anno in cui è la quinta birra più venduta in Francia, e raggiungere il 4% nel 2014, risultando, altresì, la birra più consumata tra i millennials. Nello stesso anno la birra è esportata complessivamente in 66 paesi in tutto il mondo.
Nell'aprile 2014 è partita la vendita sul mercato statunitense, inizialmente solo in Florida e Georgia, ma con l'intenzione di estendere gradualmente la distribuzione in tutto il paese entro l'anno successivo.
Nel novembre 2015 l'Heineken annuncia lo stop alla commercializzazione della Desperados sul mercato americano, motivandola con la volontà di volersi concentrare solo sui marchi Heineken, Dos Equis e Strongbow e Tecate.
Nel giugno 2017 il Tequila Regulatory Council, consorzio che riunisce alcuni produttori di tequila messicani, annuncia l'intenzione di citare in giudizio il gruppo Heineken a causa dell'uso fraudolento del nome "tequila" in un prodotto che, in realtà, non conterrebbe il liquore. Il consorzio intima quindi di eliminare la citazione alla tequila presente sulle bottiglie e nelle campagne di marketing, o in alternativa di utilizzare la tequila come ingrediente nella produzione della birra. Il gruppo Heineken si difende dall'accusa sostenendo che gli aromi utilizzati contengano tequila, comprata peraltro da un produttore afferente al consorzio, e che quindi la Desperados rispetti le regolazioni vigenti.

## Caratteristiche
La Desperados è una birra lager chiara aromatizzata alla tequila, con grado alcolico 5,9% vol.

### Varianti
- Desperados Original: versione originale, aromatizzata con tequila[10].
- Desperados Mojito: birra aromatizzata con tequila, lime e menta[11], commercializzata anche come Desperados Verde[12].
- Desperados Black: birra aromatizzata con tequila e tequila invecchiata[13].
- Desperados Dos: birra aromatizzata con due tipi di tequila[14][15].
- Desperados Sangre: birra aromatizzata con tequila e uva rossa[16].
- Desperados Nocturno: birra con rum, mescal e tequila[17].
- Desperados Red: birra aromatizzata con tequila, guaranà e cachaça[18].

## Consumo
La birra Desperados può essere abbinata a salumi affumicati.